# Fotócito

Um fotócito (em inglêsː photocyte) é assinalado no interior do fotóforo (órgão produtor de luz) de um molusco cefalópode.

Um fotócito é uma célula especializada em catalisar enzimas para produzir luz (bioluminescência). Os fotócitos normalmente ocorrem em camadas selecionadas de tecido epitelial, funcionando individualmente ou em grupo, ou como parte de um aparato maior (um fotóforo). Eles contêm estruturas especiais denominadas grânulos de fotócitos. Essas células especializadas são encontradas em uma variedade de animais multicelulares, incluindo ctenóforos, celenterados (cnidários), anelídeos, artrópodes (incluindo insetos) e peixes. Embora alguns fungos sejam bioluminescentes, eles não possuem essas células especializadas.